# Abbaye de Lucedio
L'abbaye de Lucedio est un ancien monastère cistercien. Elle est fondée en 1123 à Lucedio, près de Trino dans la province de Verceil (Piémont, Italie). Elle est bâtie sur des terrains que le marquis Rénier de Montferrat cède aux moines.
L'abbaye, florissante au Moyen Âge, développe en particulier la riziculture, ce qui en fait un établissement précurseur en Italie. Le monastère tombe en déclin avec l'instauration de la commende au XVe siècle. En 1784, l'abbaye est laïcisée mais échappe à la destruction. Elle change plusieurs fois de propriétaire, avant de revenir à la famille qui le possède toujours. La culture du riz y est encore pratiquée au XXIe siècle.

## Historique

### Fondation
L'abbaye est fondée le 21 mars 1124. Certains auteurs évoquent la possibilité d'un monastère préexistant et probablement bénédictin, mais cette hypothèse est plus qu'incertaine. Le donateur ayant permis la création de l'abbaye est Rénier de Montferrat ainsi que ses parents Ardizzone et Bernardo.
La nouvelle abbaye est située quelques kilomètres au Nord du Pô, dans une plaine alors marécageuse et forestière, largement inculte.

### Développement

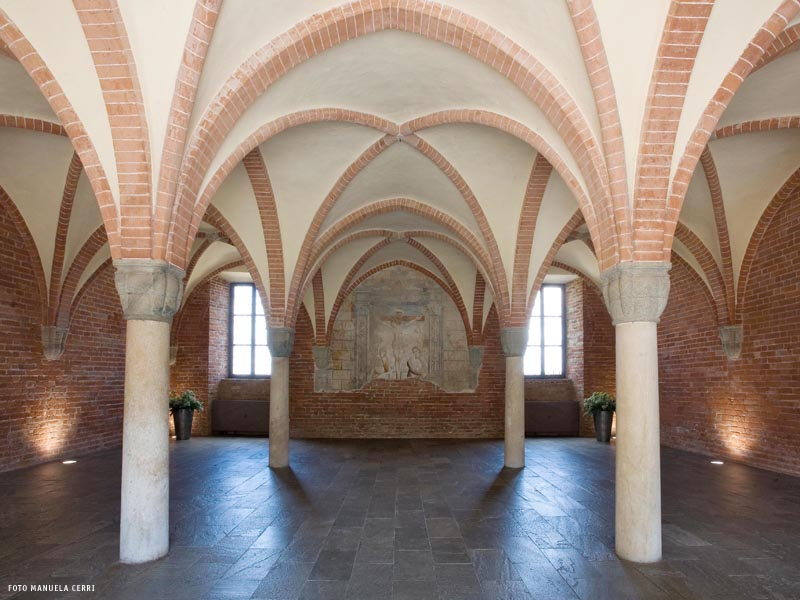
La salle capitulaire de l'abbaye.

L'abbaye se développe rapidement au Moyen Âge, notamment par le drainage, l'assainissement et la bonification des terres environnantes, grâce notamment à un solide réseau de granges, dont les plus proches de l'abbaye sont Leri et Montarolo. Plusieurs de ses abbés sont nommés évêques. L'un d'eux, Pietro, accompagne la Quatrième croisade et est un des douze électeurs de Baudouin Ier, premier empereur latin de Constantinople. Son principal assistant, qui devient lui-même plus tard abbé de Lucedio, Ogler de Locedio, est très demandé pour apaiser les conflits en dehors de l'abbaye ; il est béatifié en 1875,.
En 1210, Otton IV accorde de vastes privilèges à Lucedio ; les moines les utilisent pour venir en aide aux pauvres de la région. Trois papes visitent l'abbaye au cours du Moyen Âge. La communauté monastique innove dans le domaine agronomique en développant dans les marais assainis des environs un système de drainage et d'irrigation qui permet le développement de la riziculture vers 1400, ce qui constitue la première tentative en ce sens en Italie. Afin de développer cette culture, la communauté construit des granges autour de l'abbaye, notamment à Darola.
Lucedio essaime en créant plusieurs abbayes-filles : Castagnola dès 1147, Rivalta en 1181, ces deux premières étant situées en Italien, respectivement dans les Marches et dans le Piémont, ainsi que Chortaïton en 1212 et Iubino (de) en 1214, ces deux dernières s'implantant respectivement dans l'Empire latin de Constantinople, respectivement en actuelles Turquie et Grèce, et dont la durée de vie est éphémère car liée à l'existence politique de cet empire.

### La commende

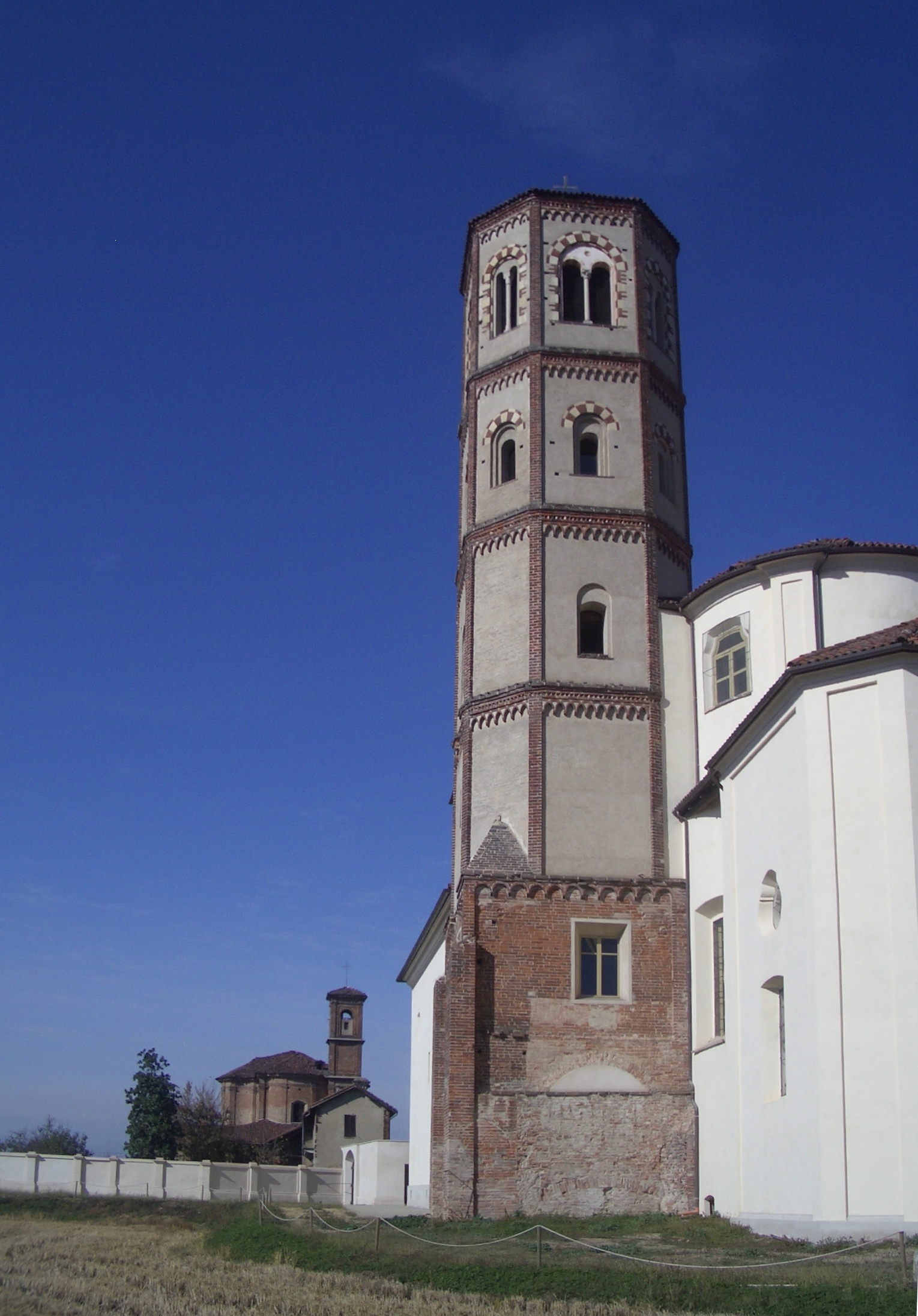
Le campanile, avec sa base carrée en bas et son plan octogonal en partie haute.

En 1457, le régime de la commende est mis en place à l'abbaye par Calixte III. L'abbaye entre alors dans une phase de déclin qui dure trois siècles, jusqu'à la sécularisation en 1786 par Pie VI. L'église abbatiale devient alors paroissiale. L'église abbatiale reçoit un décor baroque au XVIIIe siècle.

### Après les moines

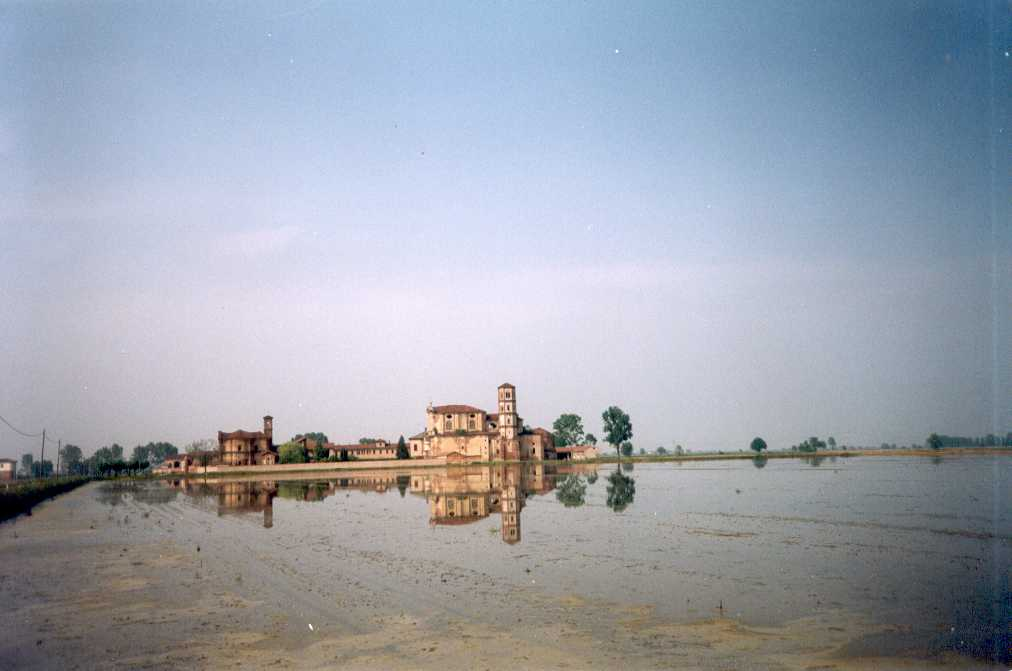
Les rizières de l'abbaye en 2002.

En 1800, l'abbaye devient propriété personnelle de Napoléon Ier. Il la cède ensuite à son beau-frère Camille Borghèse. Puis, par suite des échanges et ventes, le domaine échoit à Giovanni Gozani di San Giorgio, dont la descendante Rosetta Clara Cavalli d’Olivola Salvadori di Wiesenhoff hérite. Cette dernière poursuit la culture du riz autour de l'abbaye.

## Architecture
Au cours des années 2010, l'abbaye de Lucedio est intégralement modélisée en BIM, ce qui permet d'obtenir une maquette numérique en trois dimensions, qui intègre également les données archéologiques issues des fouilles et donc souterraines

### L'abbatiale
L'église paroissiale actuelle date de 1762-1769 ; elle a remplacé l'église médiévale. Un plan datant de 1722 montre comment le nouvel édifice s'est substitué à l'ancien, notamment par adjonction de chapelles. L'ancienne église, dont il ne reste que le clocher au-dessus de la branche méridionale du transept, était une structure à trois nefs, avec une abside terminant le chœur, ce qui ne correspond pas à l'architecture traditionnelle cistercienne avec son chevet plat, mais qu'on peut retrouver ailleurs en Italie, notamment à Staffarda. On peut dater la construction de cet ancien édifice entre 1150 et 1175.
Le clocher médiéval est une structure à base carrée et datant de l'époque romane. La partie haute, plus récente, probablement de la seconde moitié du XIIIe siècle, est à plan octogonal.

### Cloître
Du cloître médiéval ne subsistent que quelques fragments, le reste ayant été remanié en style baroque au XVIIIe siècle. La salle capitulaire, par contre, est restée intacte dans son style médiéval.